# I giorni senza fine
I giorni senza fine (titolo originale in lingua francese: Des jours sans fin) è un saggio a contenuto storico redatto da Christian Bernadac, giornalista e scrittore francese, sulla base di ricerche documentali in archivi di associazioni di reduci, come le Amicale di Mauthausen e di Dachau, e testimonianze di sopravvissuti dai campi di concentramento nazisti.

## Deportazione e memoria
Bernadac ha raccolto centinaia di testimonianze, ripercorrendo i luoghi della memoria alla ricerca di informazioni sulle condizioni di vita patite dai deportati, specialmente politici, di nazionalità francese e spagnola reclusi nei lager dell'Alta Austria e della Germania meridionale durante la seconda guerra mondiale. Vengono così forniti gli stati d'animo dei reclusi impiegati in kommando di lavoro nelle lunghe giornate - e notti - scandite su turni di dodici ore giornaliere.
Scrive nella prefazione:
(dalla prefazione, pagg. 14-15)

## Soggetto
Autore di una raccolta di dodici testi sul tema della deportazione, in questo libro Bernadac prende in esame la vita dei detenuti politici, secondo la voce dei sopravvissuti, deportati dai penitenziari francesi al campo di concentramento di Mauthausen-Gusen e nei vicini sottocampi, fra cui i tre di Linz (48.3°N 14.283333°E) - denominati Linz I, Linz II e Linz III - sui quali il libro si sofferma maggiormente. Vengono fornite anche testimonianze sulle esperienze di deportati nei campi di Ebensee, Steyr, Neue-Brem/Saarbrücken e Wiener Neudorf. 

### Linz
- Linz I fu aperto il 20 febbraio 1943 e chiuso il 3 agosto 1944. I settecentonovanta deportati del campo di lavoro erano impiegati nell'allestimento del lager e nella costruzione di una strada. Inoltre lavoravano alla produzione della Reichwerke che portava il nome di Hermann Göring. I deportati furono 790.
- A Linz II erano reclusi 285 deportati impiegato nella costruzione di rifugi antiaerei. Aperto il 27 febbraio 1944, il campo fu chiuso tra la fine di marzo e i primi di aprile del 1945.
- Linz III era il più esteso dei tre campi satellite e ospitava circa 5.600 reclusi. Era stato aperto il 22 maggio 1944 e venne poi chiuso sul finire del conflitto mondiale, il 5 maggio 1945. I deportati erano occupati in una fonderia nella quale venivano fabbricati materiali per la costruzione di centrali energetiche; si occupavano inoltre di lavori di sbancamento e della fabbricazione di componenti per carri armati[1].

I deportati dei campi di lavoro di Linz erano tenuti, al pari di quelli di altri campi di concentramento, ad osservare un preciso protocollo di saluto ogniqualvolta incrociavano un superiore SS: giunti a sei passi di distanza da esso dovevano, adottando un'andatura rigidamente militare, togliersi il berretto che completava la tradizionale divisa a righe, per poi rimetterselo sei passi dopo. Se appellati, dovevano rispondere "Presente" fermandosi sempre a sei passi di distanza dal superiore. Un dietrofont impeccabile con ritorno di corsa al proprio posto completava il rito.
(dal "Regolamento dei campi di concentramento", in appendice di volume)
Nelle parole raccolte da Bernadac da Gaston Vezès, uno dei molti testimoni oculari, autore di un memoriale sulla sua esperienza al campo di lavoro forzato di Linz I e in quello di Linz III, gli ultimi giorni di prigionia furono per molti versi - e se possibile - i peggiori: durante i bombardamento delle forze alleate anglo-americane i deportati venivano trasferiti in aperta campagna e riportati nei campi di lavoro appena terminavano le azioni di attacco per rimuovere macerie e recuperare i macchinari ancora utilizzabili. 
Costituiti in nuclei per nazionalità, i detenuti - reclusi per motivi politici o quali rappresentanti della Resistenza francese e della partigianeria di Spagna - potevano accentuare l'azione di sabotaggio delle strutture naziste, in attesa dell'arrivo che le truppe sovietiche o anglo-americane li venissero a liberare e a chiudere i campi di lavoro.
Racconta Vezès:
(da I giorni senza fine, pag. 199)
Il libro si articola in undici capitoli che prendono in esame dettagliatamente le diverse fasi e i differenti luoghi del periodo detentivo della colonia francese dei deportati.

## I capitoli del libro
| Capitolo | Titolo                           | Argomento |
| -------- | -------------------------------- | --- |
| 1        | Neue-Brem                        | Neue-Brem era sede di un piccolo campo disciplinare - e di transito - situato poco distante dal confine francese e sulla strada per Saarbrücken. Da qui passava la maggior parte dei deportati francesi destinati prevalentemente al campo di concentramento di Mauthausen-Gusen. Sorto come centro di rieducazione dei detenuti della prigione di Saarbrücken, diventò un kommando di disciplina delle eccedenze delle carceri di Compiègne e Romainville che ospitavano prigionieri politici. I reclusi vi restavano per circa due mesi, inoperosi, in attesa di essere destinati ai campi di lavoro. |
| 2        | Kommando Heinkel                 | Heinkel è il nome dell'impresa del Terzo Reich che si occupava della costruzione e gestione delle fabbriche nelle quali operavano i kommando di lavoro. Operava prevalentemente nei dintorni di Vienna, Schwechat, Floridsdorf e Mödling. |
| 3        | Wiener Neudorf                   | Città industriale, era sede della F.O.W. (Flugmotor-Ostmark-Werke), una cittadella specializzata nella fabbricazione di motori aerei: occupava oltre trentamila operai reclutati fra deportati russi, francesi, polacchi e jugoslavi. |
| 4        | Linz I - Linz III                | Il capitolo descrive le specifiche dei sottocampi di Linz I e Linz III: i deportati vi costruivano soprattutto utensili da taglio, necessari alla produzione della fabbrica. È in queste strutture che i reclusi di nazionalità francese organizzarono il primo Fronte Nazionale che doveva gestire la solidarietà fra i prigionieri in vista di un'eventuale sommossa o evasione collettiva dai lager. Dal luglio 1944, le fabbriche di Linz, sottoposte ad oltre una trentina di bombardamenti aerei, persero l'85 per cento della loro capacità produttiva. |
| 5        | Steyr                            | Il kommando preposto a questo sottocampo fu istituito nella primavera del 1941: il suo compito era quello di riattivare gli edifici della Steyr Werke, una fabbrica che produceva materiale bellico. La prima formazione del kommando era costituita da quarantanove spagnoli ed un rumeno. A dicembre dello stesso anno, fu integrata da altri quattrocento spagnoli controllati da nove kapo tedeschi detenuti per reati comuni. Successivamente vi furono trasferiti numerosi polacchi. Fu chiuso il 28 aprile 1945 quando le SS riaccompagnarono i reclusi al campo principale di Mauthausen. |
| 6        | Natali                           | L'atmosfera, melanconica, della notte di Natale trascorsa dai prigionieri, dal 1941 al 1994 è descritta con tono accorato da numerose testimonianze di deportati. Unico giorno di riposo (ma allietato da una dieta che non si discostava molto da quella consueta), era rallegrato per i reclusi solo da canti nostalgici dei paesi di origine e dallo scambio di rudimentali doni, come una cintura realizzata con pezzi di pelle recuperati di fortuna o un tozzo di pane acquisito fuori via grazie alla compiacenza (interessata) di qualche SS addetta alla distribuzione del cibo. |
| 7        | La notte del 17 febbraio         | È la notte in cui a causa dell'avanzata degli eserciti alleati iniziò l'evacuazione di vari campi: di duemilacinquecento detenuti trasferiti da Sachsenhausen nel già sovraffollato campo principale di Mauthausen ne arrivarono a destinazione circa millesettecento. Di questi, quattrocento - malati, anziani, deboli - furono lasciati nudi a diciotto gradi sottozero contro il muro di cinta e sottoposti a ripetute docce ghiacciate. I sopravvissuti al mattino successivo vennero finiti a colpi di ascia. |
| 8        | Il ritorno di quelli di Mödling  | Mödling era uno dei molti sottocampi di concentramento nazisti i cui detenuti furono evacuati per essere trasferiti nuovamente a Mauthausen. I kommando erano compositi e vi facevano parte cecoslovacchi, spagnoli, tedeschi, austriaci e francesi fra i quali si era stabilito un forte senso di cameratismo. |
| 9        | Ebensee                          | Era sede di lavoro dei kommando che scavavano gallerie nella roccia dello Steinbruch (un muro di roccia alto 200 metri e lungo 500). Tali gallerie dovevano ospitare fabbriche per la costruzione di armi segrete. Definito nel libro, campo fisarmonica, Ebensee arrivò a contenere diciottomila deportati, di cui 9.626 morti in sei mesi nelle gallerie sotterranee. Il campo fu liberato il 5 maggio 1945 dai soldati statunitensi. |
| 10       | Da Gross Raming a Sankt Valentin | Gross Raming era sede di un cantiere di sterro; vi operava un kommando poi aggregato a quello di Sankt Valentin prima della definitiva evacuazione e del trasferimento a Mauthausen. I circa 1.200-1.500 deportati russi, slavi, polacchi, divisi in due turni di lavoro, erano addetti alla costruzione di una diga di sbarramento del fiume che a Enns affluisce nel Danubio. |
| 11       | Redl-Zipf                        | La località viene descritta per come era prima della seconda guerra mondiale: un grazioso paesetto sui contrafforti alpini, a 46 chilometri da Salisburgo, conosciuto prevalentemente per la produzione della sua birra, la Zipfer Bier. Nel campo di lavoro che vi fu installato a partire dall'ottobre 1943 lavoravano ottocento deportati polacchi, russi e francesi di un kommando proveniente da Wiener Neustadt smantellato in conseguenza dei bombardamenti delle forze alleate. Il loro compito era ampliare i sotterranei della birreria in vista dell'installazione sotto la collina di una fabbrica di cherosene. Sulle alture doveva sorgere una centrale di collaudo per la sperimentazione dei reattori V1 e V2. Gli ultimi detenuti si liberarono da soli l8 maggio 1945 durante la marcia di trasferimento, sotto il controllo ancora di soldati SS, ad Ebensee e prima ancora della definitiva liberazione di tutti i deportati da parte dei soldati dell'armata statunitense. |

## Appendici
A corredo del testo vi sono due importanti appendici che costituiscono una rarità poiché sono la fedele trascrizione di documenti chiave della vita nei lager nazisti, e i cui originali e copie furono nella massima parte dati alle fiamme o comunque distrutti prima che i campi venissero raggiunti dalle forze alleate: la prima di queste appendici concerne il "Regolamento dei campi di concentramento" così come è possibile desumerlo da una copia datata Oranienburg 8 novembre 1942 rinvenuta in circostanze fortunose dal governo austriaco nel lago Toplitz. 
La seconda riporta in maniera dettagliata il "Rapporto di attività N. 2" del capo dell'ufficio amministrazione di Mauthausen e dei suoi kommando' in un arco di tempo che va dal 1º ottobre 1941 al 28 dicembre 1944. Una copia di tale rapporto era stata recuperata durante lo sfollamento finale da un detenuto austriaco, che svolgeva mansioni di segreteria alla Direzione amministrativa di Mauthausen e che ne aveva nascosto una copia nel doppio fondo della sua scrivania. 
Il "Rapporto" registra minuziosamente diversi momenti della vita del campo, dagli approvvigionamenti di derrate alimentari (con l'annotazione della difficoltà di conservare le patate, facilmente oggetto di  segni di marciume), alle acquisizioni di conigliere per l'allevamento di conigli e di cloruro di calce per combattere, fin dal suo primo manifestarsi (e cioè dai primi giorni di attività dei campi) della dissenteria che colpiva i reclusi.

## Edizioni
- Christian Bernadac, I giorni senza fine, traduzione di Gian Luigi Vallotta, collana Amici della Storia Vedi: Saggistica sui campi di concentramento nazisti, Edizioni Ferni, Ginevra, 1977,  pp. 370, cap. 11 (prefazione, appendici).